# Vermittlungsgutschein
Mit dem Aktivierungs- und Vermittlungsgutschein – Maßnahme private Arbeitsvermittlung (AVGS MPAV) bescheinigt die Agentur für Arbeit einem Arbeitsuchenden oder einem Arbeitslosen das Vorliegen der Fördervoraussetzungen für eine oder mehrere Maßnahmen zur Aktivierung und beruflichen Eingliederung, hier für die private Arbeitsvermittlung. In dem Gutschein werden Maßnahmeziel und Maßnahmeinhalt festgelegt und eine Förderzusage erteilt. Der Gutscheininhaber kann sich mit dem Gutschein selber einen oder mehrere als Maßnahmeträger zugelassene private Arbeitsvermittler suchen. Bei Vermittlung erhält der erfolgreiche private Arbeitsvermittler vom Arbeitsuchenden das Original des Gutscheines und rechnet damit sein Honorar direkt mit der Agentur für Arbeit ab. Der Gutschein kann zeitlich befristet oder regional beschränkt sein.
Aussteller des Gutscheins kann auch das Jobcenter sein. Der Gutschein ist eine Weiterentwicklung des früheren Vermittlungsgutscheins, der bis zum 31. März 2012 ausgegeben wurde.

## Stellung des Vermittlungsgutscheins im System der Aktivierungs- und Vermittlungsgutscheine
In einem Aktivierungs- und Vermittlungsgutschein wird festgelegt, für welche Maßnahmen der Gutschein gilt. In Betracht kommen gemäß § 45 SGB III:
- Teilnahme an einer Maßnahme eines zugelassenen Maßnahmeträgers (AVGS MAT)[1]
  - zur Heranführung an den Ausbildungs- und Arbeitsmarkt, zum Beispiel durch Bewerbungstraining,
  - zur Feststellung, Verringerung oder Beseitigung von Vermittlungshemmnissen, zum Beispiel durch Fremdsprachenkurse,
  - zur Heranführung an eine selbständige Tätigkeit,
- Vermittlung in eine versicherungspflichtige Beschäftigung durch einen privaten Arbeitsvermittler, der erfolgsbezogen vergütet wird (AVGS MPAV)[2] und/oder
- betriebliche Maßnahme von bis zu sechs Wochen bei einem Arbeitgeber zur Stabilisierung einer Beschäftigungsaufnahme (AVGS MAG)

## Antragstellung
Der AVGS MPAV kann beim Leistungsträger persönlich, telefonisch, per E-Mail, Fax, über die Nachrichtenfunktion oder im E-Service der Bundesagentur für Arbeit sowie schriftlich beantragt werden.

## Anspruchsberechtigte
Rechtsanspruch auf den AVGS MPAV haben Arbeitslose im Leistungsbezug ALG I nach einer Wartezeit von 6 Wochen Arbeitslosigkeit (innerhalb der letzten 3 Monate). Dies gilt auch, wenn ALG I durch ALG II aufgestockt wird.
Für alle anderen Arbeitsuchenden (ALG-II-Empfänger einschließlich Erwerbsaufstocker, Nichtleistungsempfänger, Berufsrückkehrer nach § 20 SGB III, Fach- und Hochschulabsolventen, gekündigte Arbeitnehmer, Arbeitnehmer 3 Monate vor Ende der Befristung des Beschäftigungsverhältnisses, der Elternzeit, des Studiums oder der Ausbildung, dazu kommen Beschäftigte in Transfergesellschaften sowie ehemalige Angehörige der Bundeswehr mit Leistungen aus dem Soldatenversorgungsgesetz) liegt die Erteilung des AVGS MPAV nur im Ermessen der Arbeitsagenturen bzw. Jobcenter.

## Ermessensleistung
Jeder Person, die eine Beschäftigung sucht, kann die Agentur für Arbeit nach § 45 Abs. 4 SGB III als Ermessensleistung einen Gutschein ausstellen. Für den Gutschein kommen auch Bezieher von ALG II in Betracht (§ 45 Abs. 4 SGB III, i. V. m. § 16 Abs. 1 SGB II). Auch während der Teilnahme an einer Arbeitsgelegenheit mit Mehraufwandsentschädigung kann ein Gutschein ausgestellt werden. Dies ergibt sich aus dem Vorrang von sozialversicherungspflichtiger Tätigkeit auf dem 1. Arbeitsmarkt.

## Rechtsanspruch auf einen Gutschein
Sind Bezieher von Arbeitslosengeld I noch nicht durch die Arbeitsagentur vermittelt worden, obwohl sie innerhalb von drei Monaten bereits mindestens sechs Wochen arbeitslos waren, erlangen sie nach § 45 Abs. 7 SGB III einen Rechtsanspruch auf den Gutschein.
Zeiten der Teilnahme an einer Maßnahme zur Aktivierung und beruflichen Eingliederung nach §§ 44 bis 46 SGB III oder der beruflichen Weiterbildung (§§ 81 ff. SGB III) werden in die Drei-Monatsfrist nicht einberechnet. Bei Arbeitsunfähigkeit werden nur die Tage, an denen Arbeitslosengeld fortgezahlt wird, als Zeiten der Arbeitslosigkeit und damit sechswöchigen Wartezeit berücksichtigt. Für Zeiten des Bezuges von Krankengeld gilt dies nicht. Sperrzeiten werden als Wartezeit gezählt.

## Beauftragung des Arbeitsvermittlers
Notwendigkeit eines schriftlichen Vermittlungsvertrags
Bis zum 31. März 2012 musste der Arbeitsuchende mit dem privaten Arbeitsvermittler einen Vermittlungsvertrag nach § 296 SGB III abgeschlossen haben. Ein solcher Vertrag sollte seit dem 1. April 2012 nach Auffassung der Bundesagentur für Arbeit nicht mehr abgeschlossen werden, um den AVGS einlösen zu können. Dem widersprachen die Rechtslage und das Bundesministerium für Arbeit und Soziales (BMAS). Seit dem 20. November 2012 ist der Abschluss eines Vermittlungsvertrages wieder zwingend notwendig.
Mehrere Arbeitsvermittlungen können beauftragt werden.
Es können mit demselben Vermittlungsgutschein unterschiedliche Arbeitsvermittlungen beauftragt werden. Folgerichtig wird darauf hingewiesen, dass das Original nur nach erfolgreicher Vermittlung (Leistungserbringung) an die betreffende Arbeitsvermittlung ausgehändigt wird. Seit 2013 ist dies die gängige, auch von der Bundesagentur vertretenen Praxis.
Es bestand vom 1. April 2012 bis zum 20. November 2012 ein Dissens zwischen der Bundesagentur einerseits, dem Gesetz und dem BMAS andererseits in der Auffassung, wie viele private Arbeitsvermittler beauftragt werden dürften. Während die Bundesagentur die Arbeitsuchenden belehrte, nur einen privaten Arbeitsvermittler zu beauftragen, propagierte das BMAS, dass der Arbeitssuchende auch mehrere Vermittler gleichzeitig beauftragen dürfe. Dies entspricht auch der Rechtslage des § 297 SGB III, wonach die Bindung von Arbeitsuchenden an einen einzelnen privaten Arbeitsvermittler durch Exklusivvereinbarung unwirksam ist. Als ausschlaggebend wird häufig die Bundesagentur für Arbeit betrachtet, mit der letztlich der Arbeitsvermittler (PAV) abrechnen kann. Es ist jedoch beides gängige Praxis. 
Das Bundessozialgericht hat 2017 klargestellt, dass das gesamte Konstrukt des Vermittlungsgutscheins (Ausstellung, Beantragung und Auszahlung) Verwaltungsakte darstellt.
Das Original des Gutschein benötigt der erfolgreiche private Arbeitsvermittler spätestens mit der Arbeitsaufnahme der Bewerberin des Bewerbers, um den Antrag auf Auszahlung der ersten Rate der Vermittlungsvergütung nach sechs Wochen Beschäftigungsdauer stellen zu können.
Seit Februar 2007 darf auf Grundlage eines Urteils des Europäischen Gerichtshofes auch in Länder der Europäischen Union und des Europäischen Wirtschaftsraums vermittelt werden.

## Abrechnung und Höhe der Vergütung
Private Arbeitsvermittler müssen den Gutschein der auszahlenden Stelle nach erfolgreicher Vermittlung vorlegen. Neben dem Gutschein im Original müssen sie eine Vermittlungs- und Beschäftigungsbestätigung des Arbeitgebers im Original, ein Antragsformular (auf Auszahlung) und Kopie der Gewerbeanmeldung als privater Arbeitsvermittler (bis 31. Dezember 2012) und seit 2013 den Nachweis der Zertifizierung vorlegen.
Seit dem 1. Januar 2013 müssen alle privaten Arbeitsvermittler, die einen Gutschein einlösen wollen, als „zugelassener Träger nach dem Recht der Arbeitsförderung“ gemäß der Akkreditierungs- und Zulassungsverordnung Arbeitsförderung (AZAV) zertifiziert sein. Bis dahin genügte die Gewerbeanmeldung als privater Arbeitsvermittler. Bereits nach der Anerkennungs- und Zulassungsverordnung Weiterbildung (AZWV) zugelassene Träger beruflicher Bildung können seit April 2012 private Arbeitsvermittlung betreiben und den Gutschein einlösen.
Der Vergütungsanspruch eines gewerbsmäßig tätigen privaten Vermittlers ist von der Erfüllung folgender Voraussetzungen abhängig:
- es muss ein versicherungspflichtiges Beschäftigungsverhältnis von mindestens 15 Wochenstunden vermittelt worden sein,
- es muss eine Beschäftigungsdauer von mindestens drei Monaten vereinbart worden sein,
- der Arbeitsuchende darf bei dem Arbeitgeber während der letzten vier Jahre vor der Arbeitslosmeldung nicht länger als drei Monate sozialversicherungspflichtig beschäftigt gewesen sein (Ausnahme: Schwerbehinderte),
- der Arbeitsvertrag muss infolge der Vermittlung durch den Vermittler zustande gekommen sein,
- Der Vergütungsanspruch entsteht in Höhe von 1.000 Euro, wenn das Beschäftigungsverhältnis sechs Wochen angedauert hat, der restliche Anspruch entsteht, wenn es sechs Monate andauert.

Die Höhe der Vermittlungsvergütung ist seit 2022 auf 2.500 Euro (vorher 2.000 Euro seit 30. September 2014), bei Langzeitarbeitslosen § 18 SGB III und Behinderten § 2 SGB IX auf 3.000 Euro begrenzt. Eine Schwerbehinderung ist nicht notwendig. 
Der Bundestag hat am 3. Juli 2014, der Bundesrat am 11. Juli 2014 die Befreiung von der Umsatzsteuerpflicht u. a. für den AVGS MPAV ab dem 1. Januar 2015 für zugelassene Träger beschlossen. Diese Änderung des Umsatzsteuergesetzes wurde im Bundesgesetzblatt veröffentlicht.
Eine Vergütung ist ausgeschlossen, wenn Arbeitgeber und Vermittler wirtschaftlich und personell verflochten sind.
Für den Rechtskreis des SGB II (Arbeitslosengeld II, sogenanntes „Hartz IV“) können auch andere Regelungen durch die Jobcenter vereinbart werden. Beispielsweise wird dort teilweise die Vermittlung in die Zeitarbeit/Personalleasing oder eine Unterschreitung eines bestimmten Stundenlohns von einer Vermittlungsprämie ausgeschlossen, andererseits beim Bestehen von besonderen Vermittlungshemmnissen auch eine höhere Prämie gewährt. Teilweise wird auch ein vorhergehender Minijob als Ausschlusskriterium genannt.

## Historie des Gutscheins
Der Gutschein wurde seit seiner Einführung mehrfach zur Erprobung befristet:
- 27. März 2002 – 31. Dezember 2004
  - Wartezeit 6 Wochen Arbeitslosigkeit und Leistungsbezug (innerhalb der letzten 3 Monate)
  - Auszahlung sofort mit Unterzeichnung des Arbeitsvertrages
  - Höhe zwischen 1.500 € und 2.500 €
- 1. Januar 2005 – 31. Dezember 2006
  - Wartezeit 6 Wochen Arbeitslosigkeit und Leistungsbezug (innerhalb der letzten 3 Monate)
  - Auszahlung 1.000 € nach 6-wöchiger Beschäftigung, 1.000 € nach 6-monatiger Beschäftigung
  - Höhe einheitlich 2.000 €
- 1. Januar 2007 – 31. Dezember 2007
  - Wie vor.
- 1. Januar 2008 – 31. Dezember 2010
  - Wartezeit 2 Monate Arbeitslosigkeit und Leistungsbezug (innerhalb der letzten 3 Monate)
  - Auszahlung 1.000 € nach 6-wöchiger Beschäftigung, Rest nach 6-monatiger Beschäftigung
  - Höhe 2.000 €, bei Langzeitarbeitslosen und Behinderten Aufstockung auf 2.500 € möglich
- 1. Januar – 31. Dezember 2011
  - Wartezeit 6 Wochen Arbeitslosigkeit und Leistungsbezug (innerhalb der letzten 3 Monate)
  - Auszahlung 1.000 € nach 6-wöchiger Beschäftigung, Rest nach 6-monatiger Beschäftigung
  - Höhe 2.000 €, bei Langzeitarbeitslosen und Behinderten Aufstockung auf 2.500 € möglich
- 1. Januar – 31. März 2012
  - Wartezeit 6 Wochen Arbeitslosigkeit und Leistungsbezug (innerhalb der letzten 3 Monate)
  - Auszahlung 1.000 € nach 6-wöchiger Beschäftigung, Rest nach 6-monatiger Beschäftigung
  - Höhe 2.000 €, bei Langzeitarbeitslosen und Behinderten Aufstockung auf 2.500 € möglich
- 1. April 2012 – 31. Dezember 2012
  - Rechtsanspruch nach einer Wartezeit 6 Wochen Arbeitslosigkeit und Leistungsbezug ALG I (innerhalb der letzten 3 Monate)
  - Ausstellung nach Ermessen für alle anderen Arbeitsuchenden (ALG-II-Empfänger einschließlich Erwerbsaufstocker, Nichtleistungsempfänger, Berufsrückkehrer, Fach- und Hochschulabsolventen, gekündigte Arbeitnehmer, Arbeitnehmer 3 Monate vor Ende der Befristung, Beschäftigte in Transfergesellschaften)
  - Auszahlung 1.000 € nach 6-wöchiger Beschäftigung, Rest nach 6-monatiger Beschäftigung
  - Höhe 2.000 €, bei Langzeitarbeitslosen und Behinderten Aufstockung auf 2.500 € möglich
  - Eine Gewerbeanmeldung reicht für Vermittlung noch aus
- 1. Januar 2013 – unbefristet
  - Rechtsanspruch nach einer Wartezeit 6 Wochen Arbeitslosigkeit und Leistungsbezug ALG I (innerhalb der letzten 3 Monate)
  - Ausstellung nach Ermessen für alle anderen Arbeitsuchenden (ALG-II-Empfänger einschließlich Erwerbsaufstocker, Nichtleistungsempfänger, Berufsrückkehrer, Fach- und Hochschulabsolventen, gekündigte Arbeitnehmer, Arbeitnehmer 3 Monate vor Ende der Befristung, Beschäftigte in Transfergesellschaften)
  - Auszahlung 1.000 € nach 6-wöchiger Beschäftigung, Rest nach 6-monatiger Beschäftigung
  - Höhe 2.000 €, bei Langzeitarbeitslosen und Behinderten Aufstockung auf 2.500 € möglich
  - Seit dem 1. Januar 2013 können nur noch zertifizierte Vermittler den AVGS einlösen.
- Ab 1. Januar 2015
  - Wie vor. Die Umsätze aus dem AVGS MPAV sind von der Umsatzsteuer befreit.
- 9. Juni 2017
  - Die 6-Monatsfrist zur Beantragung der Auszahlung eines Vermittlungsgutscheins entfällt aufgrund des Urteils des Bundessozialgerichts. Darüber hinaus wurde entschieden, dass es sich um einen Verwaltungsakt handelt.[4]
- 20. Oktober 2017
  - In der Anpassung der Fachliche Weisungen AVGS MPAV (201710023) der Bundesagentur für Arbeit wird diese neue Rechtslage berücksichtigt. Sie löst die bis dahin geltende "HEGA 11/14 - 02 - AVGS MPAV[9]" ab.[10] Die neue Fachliche Weisung AVGS MPAV gilt bis zum 19. Oktober 2022.[11]
- 01.01.2022 - unbefristet
  - Höhe 2.500 €, bei Langzeitarbeitslosen und Behinderten Aufstockung auf 3.000 € möglich

## Inanspruchnahme
Nach einer Untersuchung des Instituts für Arbeitsmarkt- und Berufsforschung (IAB) von 2010 (Zahlen 2004–2007) werden knapp 800.000 Gutscheine pro Jahr ausgegeben. Davon werden weniger als 10 % (zwischen 50.000 und 68.000) eingelöst.
Die eingelösten Gutscheine kumulieren sich seit Beginn des Instruments (2002) auf 396.169 (Quelle Statistik BA), davon
- ALG I nach 6 Wochen = 204.992 = 51,5 %
- ALG II nach 6 Wochen = 131.412 = 33,4 %
- Abbrecher gesamt 59.765 = 15 %

Ausgezahlte Gutscheine nach 6 Monaten
- ALG I nach 6 Monaten = 178.062 = 48 %
- ALG II nach 6 Monaten = 50.117 = 12,8 %
- Abbrecher gesamt 167.990 = 42,5 %

## Angeblicher Missbrauch
Am 15. August 2019 änderte die Bundesagentur für Arbeit die Filtervoreinstellungen in ihrer Jobbörse. Begründet wurde die Maßnahme durch die Bundesagentur für Arbeit in einer Berichterstattung vor dem Bundestagsausschuss für Arbeit und Soziales am 15. Mai 2019 mit dem sogenannten Datenskandal. Danach hätte lauf SWR-Bericht vom 2. Mai 2019 ein privater Arbeitsvermittler die Jobbörse der Bundesagentur für Arbeit genutzt, um Datensätze von Bewerbern zum Teil als "Bewerber-Flatrate" zu veräußern. Dieser "Skandal" erwies sich im Nachhinein als eine Ente, der besagte Vermittler war keine zertifizierter PAV, nicht für den Vermittlungsgutschein zugelassen, zudem hatten privatrechtlich seine Kunden der Weitergabe ihrer Daten zugestimmt, juristisch hatte dieser hochgepuschte "Skandal" keinerlei Folgen. Relevant war allerdings die Konsequenz für die Branche der PAV, völlig zu Unrecht mussten die meisten zertifizierten PAV ihre langjährige erfolgreiche Tätigkeit einstellen, da gleichsam in "Sippenhaft" die gesamte Branche keine Gutscheine mehr erhielt. Der "Datenskandal" war im Grunde ein Journalismus Skandal, es wurde ohne Fachkenntnis, unsachlich fälschlich eine gesamte Branche fast vollständig vernichtet, da eine fälschlich eine Branche des Fehlverhaltens bezichtigte. Der Zertifizierungsprozess selbst, ein strenger jährlicher QM Vorgang, schließt derlei aus und führt automatisch individuell zum Ausschluss der betreffenden Arbeitsvermittler, kein zertifizierter AZAV Träger riskiert seine Zulassung für dubiosen Adresshandel.
Durch die neuen Filtereinstellungen werden Arbeitssuchenden die Stellenanzeigen privater Arbeitsvermittler nicht mehr automatisch angezeigt. Das betrifft laut einem Bericht des FOCUS vom 21. August 2019 rund 250.000 Stellenangebote. In der Antwort vom 26. August 2019 auf einen offenen Brief des Arbeitskreises Leipziger Personalvermittler e. V. vom 16. August 2019 begründet die Bundesagentur für Arbeit die Maßnahme außerdem mit angeblichen Wünschen von Arbeitssuchenden.
In einem Dossier des Vorsitzenden des Arbeitskreises Leipziger Personalvermittler e. V. vom 10. September 2019 konnte nachgewiesen werden, dass entgegen der Berichterstattung vor dem Bundestagsausschuss und des SWR-Berichtes private Arbeitsvermittler nicht in den Datenskandal involviert sind. Das Einfallstor für Straftäter sei stattdessen eine IT-Schnittstelle der Bundesagentur für Arbeit, die sogenannte „HR-BA-XML-Schnittstelle“, mit Hilfe derer jedermann und ohne Identitätsprüfung Stellenangebote bei der Jobbörse der Bundesagentur für Arbeit hochladen und damit Bewerberdaten widerrechtlich erlangen kann.

## Evaluierung
Eine Studie des Wissenschaftszentrums Berlin für Sozialforschung (WZB) und des Instituts für angewandte Sozialwissenschaft (infas) „Neuausrichtung der Vermittlungsprozesse“ zieht folgendes Fazit:
"Die neuen Instrumente der Arbeitsvermittlung unter Einschaltung Dritter haben sich bis auf den Vermittlungsgutschein in der Praxis nicht bewährt. Nur beim Vermittlungsgutschein gelang es privaten Anbietern besser als den Arbeitsagenturen, Arbeitssuchende in Jobs zu bringen. Die Teilnehmer der anderen Instrumente – Beauftragung privater Dienstleister mit der Vermittlung, PSA, Beauftragung von Trägern mit Eingliederungsmaßnahmen – hatten sogar eine geringere Wahrscheinlichkeit, in den allgemeinen Arbeitsmarkt integriert zu werden als andere Arbeitslose."
Das Eigengutachten im Auftrag der Bundesvereinigung für Fachverbände Privater Arbeitsvermittler beurteilt den Gutschein für private Arbeitsvermittler positiv.
Nach der Untersuchung des IAB (siehe oben) würden Gutscheine eher an Arbeitslose mit besseren Beschäftigungschancen vergeben. Weniger als 10 % der Gutscheine wurden eingelöst, wobei bei dieser Statistik zu beachten ist, dass Arbeitssuchende im Jahr bis zu 4 Gutscheine erhalten können. Von den Vermittelten waren 47 % (2007) nach sechs Monaten noch im vermittelten Job beschäftigt, wobei der Wert im Vergleich zu 2004 gestiegen ist.
Nach einer Studie des Arbeitskreises Leipziger Personalvermittler e. V. (Gegendarstellung zum IAB-Kurzbericht 11/2011) betrafen 2009 50,68 % und im Jahr 2010 55,66 % der erfolgreichen Privatvermittlungen über den Gutscheine Bezieher von Arbeitslosengeld II, also im Wesentlichen Langzeitarbeitslose aus dem Hartz-4-Bereich. Für den Vermittlungszeitraum 07/2009 – 01/2010 wurde als Erfolgsquote (Beschäftigung auch noch nach 6 Monaten) 53,54 % berechnet, davon 45,47 % für Vermittlungen aus dem ALG-I-Bereich und 62,21 % für ehemalige Bezieher von ALG II.

## Kritik an der Verwaltungspraxis
Die Umsetzung der Reform des Aktivierungs- und Vermittlungsgutscheines durch die Bundesagentur für Arbeit wird als zu restriktiv kritisiert. Die Kritik wird in einer Denkschrift zusammengefasst:
1. Der Bundesagentur für Arbeit wird vorgeworfen, sie informiere die Arbeitsuchenden unzureichend und falsch über den neuen, erweiterten Adressatenkreis des Aktivierungs- und Vermittlungsgutscheins (AVGS), der zur Inanspruchnahme eines privaten Arbeitsvermittlers berechtigt (Maßnahme, die der Vermittlung in eine versicherungspflichtige Beschäftigung durch einen privaten Arbeitsvermittler dient, MPAV).
2. Kritisiert wird die Praxis der Bundesagentur, dass diese Arbeitssuchenden, bei denen die Übernahme der Kosten einer privaten Arbeitsvermittlung nur im Ermessen der Bundesagentur steht, keinen Vermittlungsgutschein ausstellt, solange sie sich in einer Maßnahme befinden, die ebenfalls die Vermittlung in eine versicherungspflichtige Beschäftigung zum Inhalt bzw. zum Ziel hat.
3. Der Bundesagentur wird weiter vorgeworfen, dass sie nicht zulasse, dass mehrere private Arbeitsvermittler beauftragt werden, während des Bundesministerium für Arbeit und Soziales (BMAS) dies für zulässig halte.
4. Die Bundesagentur belehre die Arbeitsuchenden, dass kein Vermittlungsvertrag abzuschließen sei. Auch dem widerspreche das BMAS.
5. Kritisiert wird ferner, dass die Bundesagentur dem Vermittler auch dann das Honorar verweigere, wenn dieser das Original des Vermittlungsgutscheines bloß deshalb nicht innerhalb der Ausschlussfrist von sechs Monaten (§ 326 SGB III) vorlegen könne, weil der Arbeitssuchende das Original nicht an ihn herausgebe. Der private Arbeitsvermittler komme so schuldlos um sein Honorar.
6. Die Praxis der Bundesagentur, die Vermittlungsgutscheine für 3–6 Monate zu befristen, wird als zu restriktiv beanstandet, ebenso die Praxis der regionalen Beschränkung.
7. Gerügt wird, dass die Agentur für Arbeit verlangt, dass nicht nur die Vermittlung (schriftliche Einstellungszusage oder Abschluss eines Arbeitsvertrags), sondern auch die tatsächliche Arbeitsaufnahme noch innerhalb der Geltungsdauer des Gutscheins erfolgen soll. Finde die Arbeitsaufnahme erst nach Ablauf des Gutscheins statt, würden die Vermittlungskosten somit nicht mehr übernommen.
8. Ein ähnliches Problem ergebe sich, wenn der Arbeitssuchende nach Vermittlung einer neuen Stelle in den Bezirk einer anderen Agentur für Arbeit umziehe, bevor der die Arbeit aufgenommen habe, da auch dann die Zusicherung der Kostenübernahme ende.
9. Eine nachvollziehbare Ermessensbetätigung der Integrationsfachkräfte finde weder bei Ablehnungen der Erteilung des AVGS MPAV, noch bei zeitlichen Befristungen oder regionalen Beschränkungen statt. Verfahrensvorschriften würden eklatant verletzt, sogar Ablehnungsbescheide würden explizit verweigert.
10. AVGS-Maßnahmen – auch fortbildungsorientierte – sind von der Veröffentlichung auf Kursnet (Informationsplattform der Bundesagentur für Arbeit) ausgeschlossen.

[Ergänzung: Seit 2019 wird durch die Bundesagentur für Arbeit auch eine Kursdatenbank für AVGS-Maßnahmen zur Verfügung gestellt.]